# Adelina Tahiri
Adelina Tahiri (mac. Аделина Тахири, ur. 4 kwietnia 1992 w Skopje) - północnomacedońska piosenkarka.

## Życiorys
W 2011 roku wzięła udział w festiwalu muzycznym Kënga Magjike.
W 2022 roku zwyciężyła w emitowanym na kanale TV Klan programie Dance Albania.

## Dyskografia[1][3]

### Albumy
| Rok  | Album           |
| ---- | --------------- |
| 2008 | Elixir          |
| 2010 | Nuk jam penduar |
| 2015 | Ani ani         |

### Teledyski
| Rok  | Teledysk           |
| ---- | ------------------ |
| 2008 | Narciziod          |
| 2010 | Manipulator        |
| 2010 | Nuk jam penduar    |
| 2010 | Magnet             |
| 2013 | Triljoner          |
| 2013 | Golden Eagle       |
| 2013 | S'je i pari        |
| 2013 | Mjaft              |
| 2013 | Heart on fire      |
| 2014 | Ani ani            |
| 2015 | Mos me duaj sot    |
| 2015 | Bone sikur n'dasem |
| 2016 | Ma mirë pa ty      |
| 2017 | Dale kadale        |
| 2017 | S'je normal        |
| 2019 | Përgjithmonë       |
| 2019 | Hile Hile          |
| 2021 | Falma              |
| 2023 | Fati jem           |